# Dendrobium amethystoglossum
Dendrobium amethystoglossum är en orkidéart som beskrevs av Heinrich Gustav Reichenbach. Dendrobium amethystoglossum ingår i släktet Dendrobium, och familjen orkidéer. Inga underarter finns listade i Catalogue of Life.

## Bildgalleri

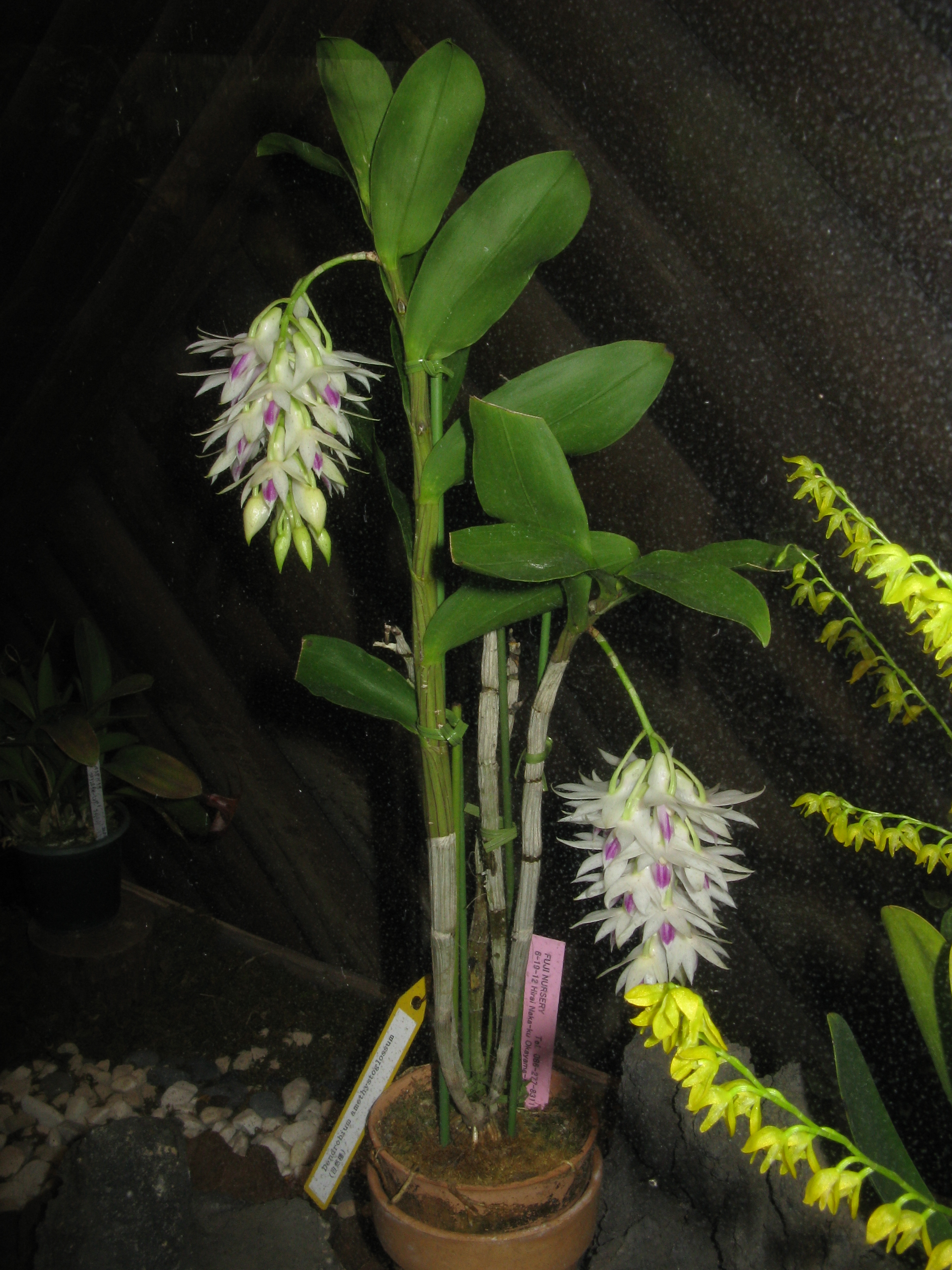
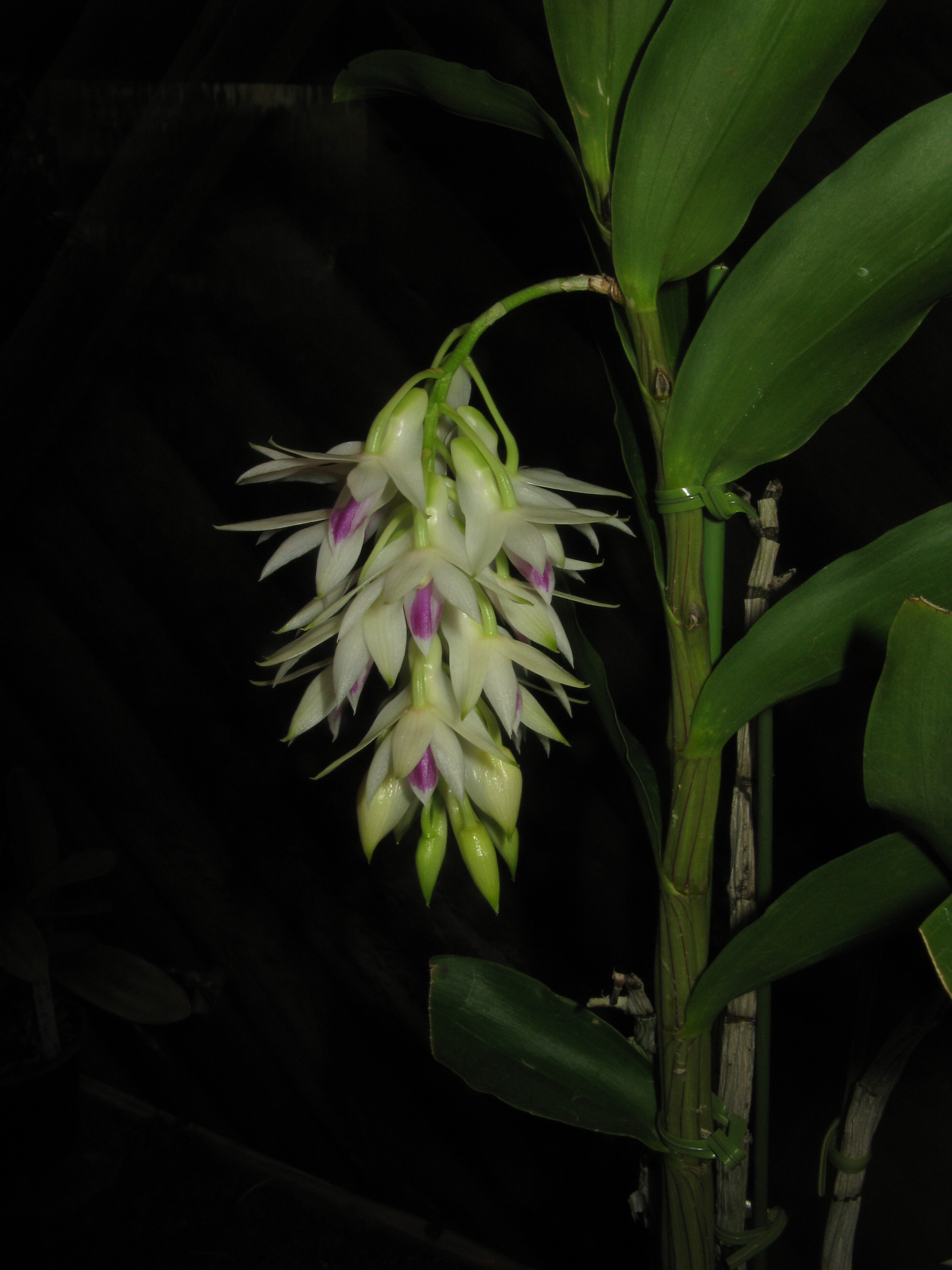
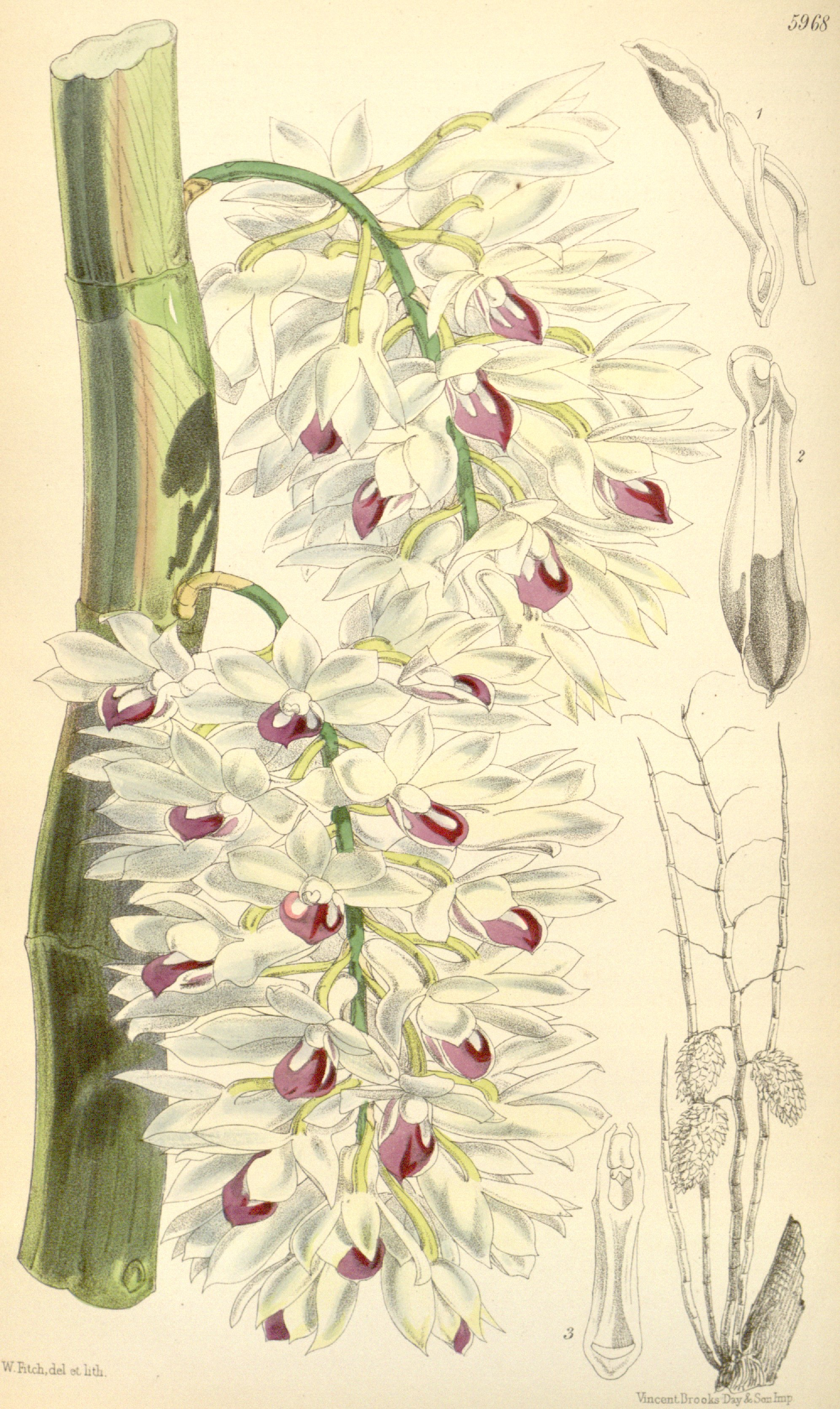